# Ataques con drones en Homs de 2023
El 5 de octubre de 2023, una ceremonia de graduación militar siria en la Academia Militar de Homs fue blanco de un ataque con aviones no tripulados, que dejó al menos 129 muertos y más de 277 heridos. El ataque se produjo tras un aumento de los enfrentamientos en la "Zona de Distensión" situada en el noroeste de Siria. Hasta el momento se desconoce el autor del ataque.

## El ataque
El incidente ocurrió justo después de que terminara la ceremonia de graduación de la tarde. Entre los muertos se encontraban 89 soldados graduados y 36 civiles, entre ellos 31 mujeres y cinco niños. Se creía que los drones se originaron en territorios controlados por los rebeldes al noroeste de Homs.
El ministro de Defensa sirio, Ali Mahmoud Abbas, estuvo presente en la ceremonia de graduación pero se fue antes del ataque. Posteriormente visitó el Hospital Militar Abdul-Qader Shaqfa, donde fueron trasladados varios de los heridos.

## Consecuencias
El Ministerio de Defensa sirio prometió responder a los ataques “con toda la fuerza”. Las represalias se pusieron en marcha el mismo día, en el que el ejército sirio llevó a cabo ataques con cohetes y artillería contra la zona controlada por la oposición de la Gobernación de Idlib, matando al menos a 24 civiles e hiriendo a otros 37. También bombardeó zonas controladas por los rebeldes en las gobernaciones de Idlib y Alepo. Mientras tanto, los ataques aéreos rusos alcanzaron regiones en el noroeste de la Gobernación de Hama.
Las zonas atacadas estaban controladas por diferentes facciones, entre ellas Ansar al-Tawhid, Hurras al-Din, Tahrir al-Sham y el Partido Islámico del Turquestán.